# Кени Морено
Кени Морено (шп. Kenny Moreno Pino; Антиохија, 6. јануар 1979) је колумбијска одбојкашица која игра на позицији коректора. У својој дугој каријери играла је за велики број клубова широм света, а наступала је једно време у италијанској Серији А. Са репрезентацијом Колумбије освојила је бронзану медаљу на Боливарским играма 2005.

### Клупски успеси
- Првенство Јужне Кореје: Победник 2011.

### Индивидуална признања
- Најбољи тим лиге Бразила 1998/99.
- Најбољи тим лиге Италије 2004/05.
- МВП регуларне сезоне Јужнокорејске лиге 2010.